# Naucratinae
Die Naucratinae, auch Seriolinae genannt, sind eine aus 13 Arten bestehende Unterfamilie  der Stachelmakrelen (Carangidae).

## Merkmale
Alle Arten der Naucratinae sind seitlich etwas abgeflacht, langgestreckt und mit kleinen Cycloidschuppen bedeckt. Sie werden 57 (Seriola peruana) bis 250 cm (Seriola lalandi) lang. Die Seitenlinie ist schuppenlos. Sie haben zehn bis elf Rumpfwirbel und 14 bis 15, selten auch 13 Schwanzwirbel. Die Afterflosse ist kürzer oder genau so lang wie der Abstand zwischen Bauchflossen und Afterflosse und kürzer als die Rückenflosse. Die Rückenflosse hat 5 Stacheln. Brust- und Bauchflossen sind mittelgroß. Die Schwanzflosse ist gegabelt. Im Schwanzflossenskelett finden sich 3 Epuralia und Hypuralia, die zu zwei Knochenplatten zusammengewachsen sind (nicht bei Seriola). Die Prämaxillare ist beweglich. Eine Supramaxillare (ein Kieferknochen) ist vorhanden. Die Anzahl der Branchiostegalstrahlen liegt bei sieben.

## Gattungen und Arten

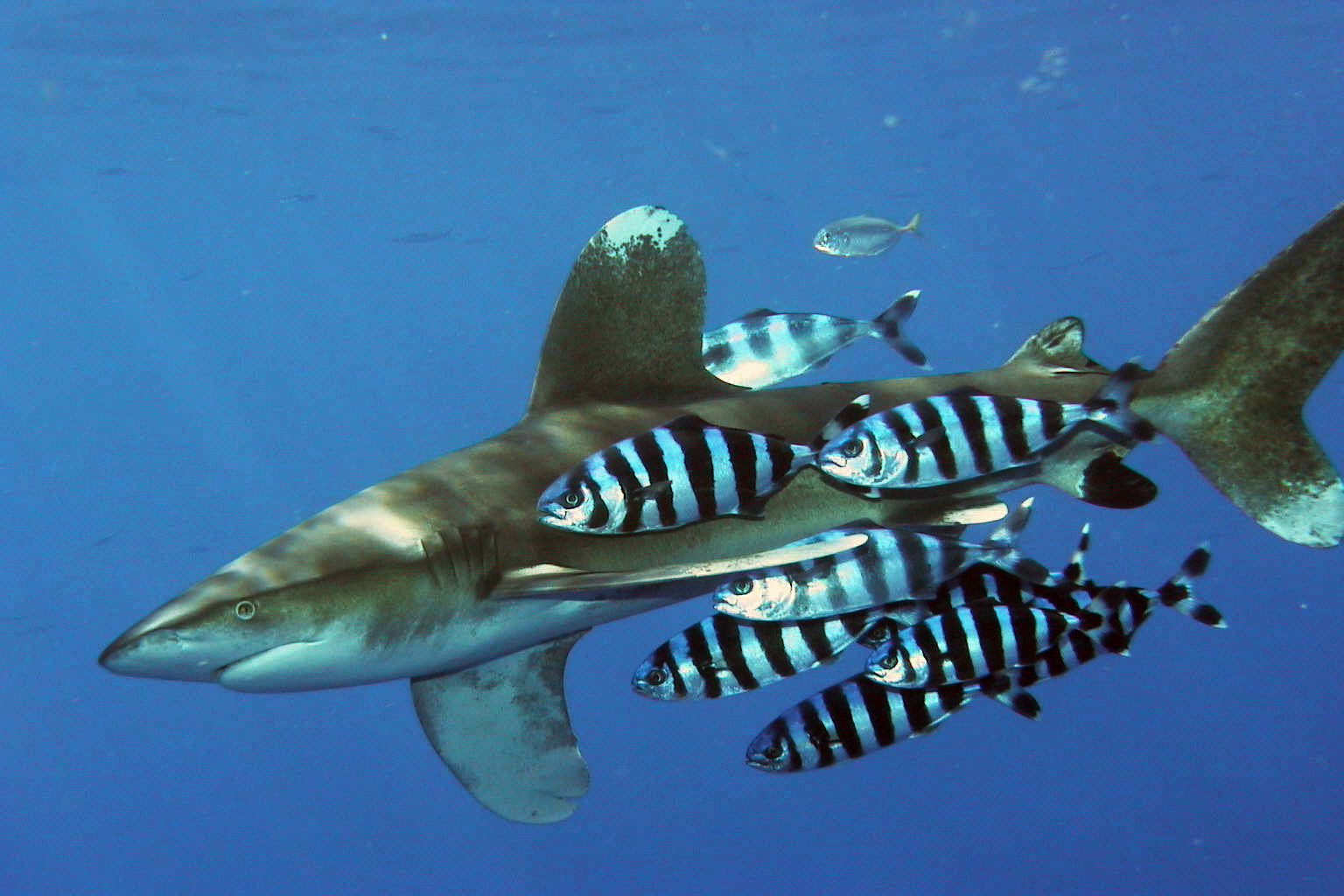
Pilotfische (Naucrates ductor) mit einem Weißspitzen-Hochseehai (Carcharhinus longimanus)

Zur Unterfamilie Naucratinae gehören 5 Gattungen und 13 Arten:
- Gattung Campogramma
  - Campogramma glaycos (Lacepède, 1801)
  - Campogramma lirio (Dollfus, 1955)
- Gattung Elagatis
  - Regenbogenmakrele (Elagatis bipinnulata) (Quoy & Gaimard, 1825)
- Gattung Naucrates
  - Pilotfisch (Naucrates ductor) (Linnaeus, 1758).
- Gattung Seriola 
  - Seriola aureovittata Temminck & Schlegel, 1845
  - Seriola carpenteri (Mather, 1971)
  - Seriola dorsalis (Gill, 1863)
  - Große Bernsteinmakrele (Seriola dumerili), auch Grünel, Gelbschwanzmakrele oder Bernstein-Stachelmakrele (Risso, 1810)
  - Seriola fasciata (Rüppell, 1830)
  - Seriola hippos (Linnaeus, 1766)
  - Seriola lalandi (Valenciennes, 1833)
  - Seriola peruana (Steindachner, 1881)
  - Japanische Seriola (Seriola quinqueradiata) (Temminck & Schlegel, 1845)
  - Seriola rivoliana (Valenciennes, 1833)
  - Seriola zonata (Mitchill, 1815)

## Belege
1. 1 2 3  A. F. Bannikov: On the taxonomy, composition and origin of the family Carangidae. Journal of Ichthyology 27(1):1-8 · Januar 1987 PDF. Seite 2–3.
2. 1 2  Joseph S. Nelson, Terry C. Grande, Mark V. H. Wilson: Fishes of the World. Wiley, Hoboken, New Jersey, 2016, ISBN 978-1118342336. Seite 387.
3. 1 2  Naucratinae auf Fishbase.org (englisch)
4. ↑  Seriola peruana auf Fishbase.org (englisch)
5. ↑  Seriola lalandi auf Fishbase.org (englisch)